# Џои Трибијани
Џозеф Франсис Трибијани, млађи, познатији као Џои, измишљени је лик из америчке ТВ серије Пријатељи и њеног спин-офа Џои. Лик је тумачио глумац Мет Лебланк.
Он је глумац у успону који живи у Њујорку са својим цимером и најбољим пријатељем, Чендлером Бингом (Метју Пери) и још се дружи са Росом Гелером (Дејвид Швимер), Моником Гелер (Кортни Кокс), Рејчел Грин (Џенифер Анистон) и Фиби Буфе (Лиса Кудроу). Живео је са још неколико цимера кад се Чендлер касније преселио код Монике.
Џои је највероватније рођен 1968. године. Он је из Квинса, Њујорк и католик је. Џои долази из италијанско-америчке породице радничке класе са осморо деце, од којих је он једини дечак. Његов отац Џозеф Трибијани, старији је полагач цеви, а мајка му се зове Глорија. Џои има седам сестара: Мари Терезу, Мари Анђелу, Дину, Ђину, Тину, Веронику и Куки. Као дете, био је изузетно склон незгодама.
Џои је представљен као блудан и ограничен, али добродушан, као и врло одан, брижан и заштитнички настројен према својим пријатељима. Он је женскарош који обожава храну и има више среће са изласцима него било који други члан екипе пријатеља. У контраст својој персони женскароша, он такође има изражену детињасту страну. Ужива у игрању видео-игара и стоног фудбала, воли сендвиче и пицу и велики је обожавалац серије Чувари плаже. Као глумац у успону, стално тражи посао. Заређен је за свештеника у епизоди „The One with the Truth About London” и водио је церемонију венчања Монике и Чендлера и венчања Фиби и Мајка.
Не воли да дели храну и има потешкоће са једноставном математиком. Што се тиче спорта, Џои воли Лос Анђелес доџерсе и Њујорк јенкије у бејзболу, Лос Анђелес клиперсе и Њујорк никсе у кошарци, Њујорк џајантсе и Њујорк џетсе у америчком фудбалу и Детроит ред вингсе и Њујорк ренџерсе у хокеју.